# Berg-Nelkenwurz
Die Berg-Nelkenwurz (Geum montanum), auch Alpen-Petersbart genannt, ist eine Pflanzenart aus der Pflanzengattung der Nelkenwurzen (Geum) innerhalb der Familie der Rosengewächse (Rosaceae).

## Beschreibung

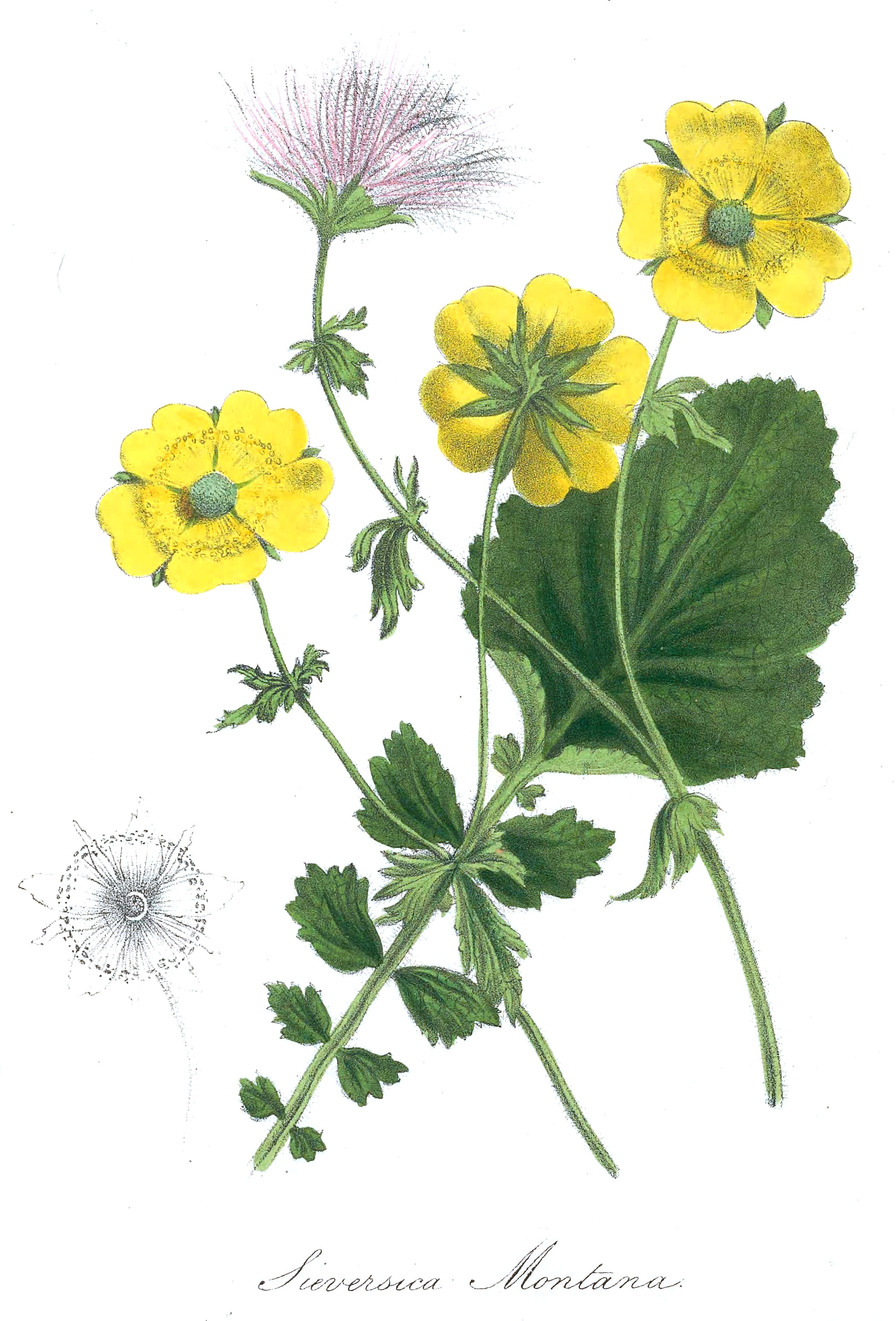
Illustration aus The Floral Cabinet, 1838

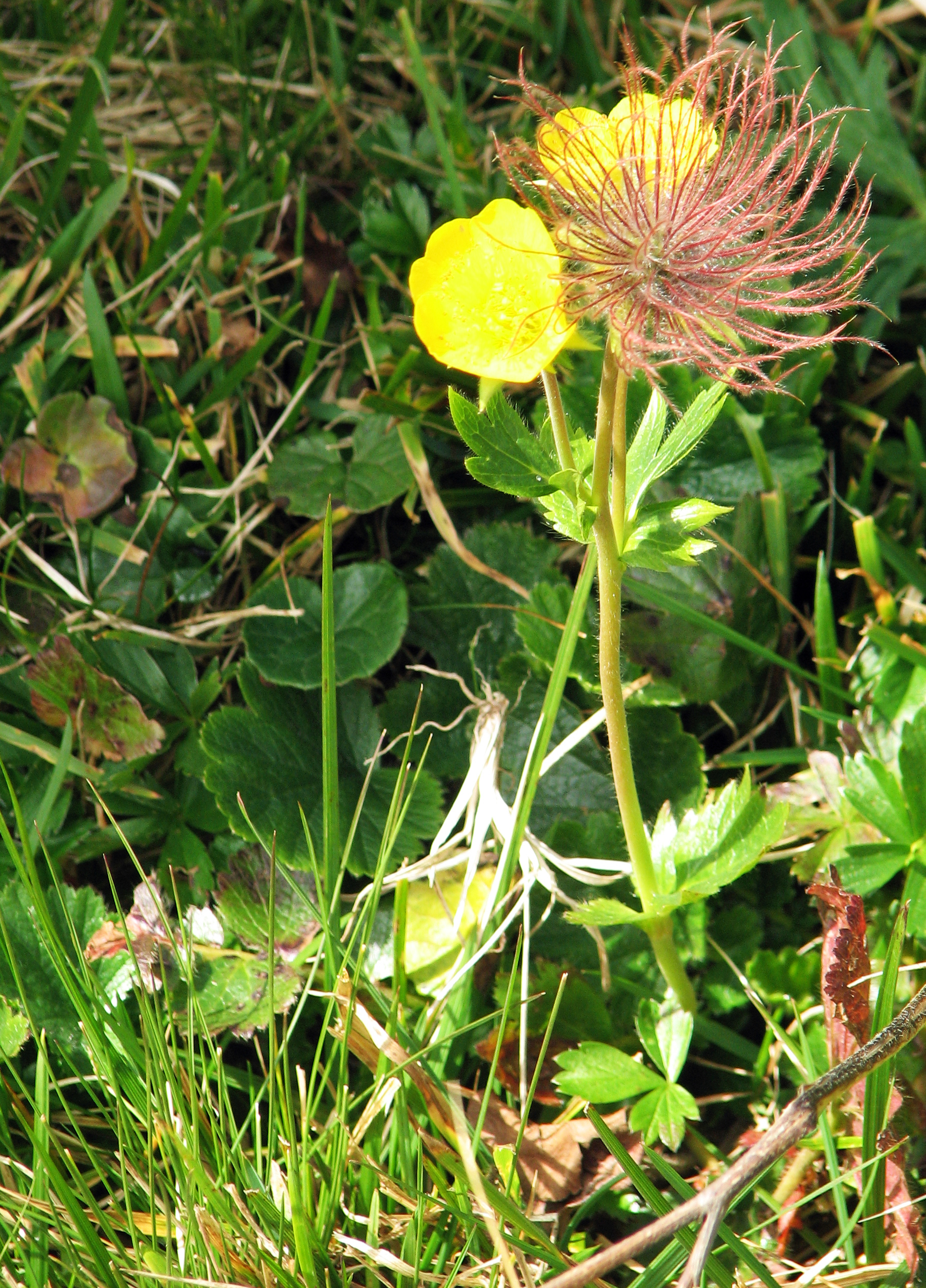
Blüte, Fruchtstand und dreispaltige Stängelblätter

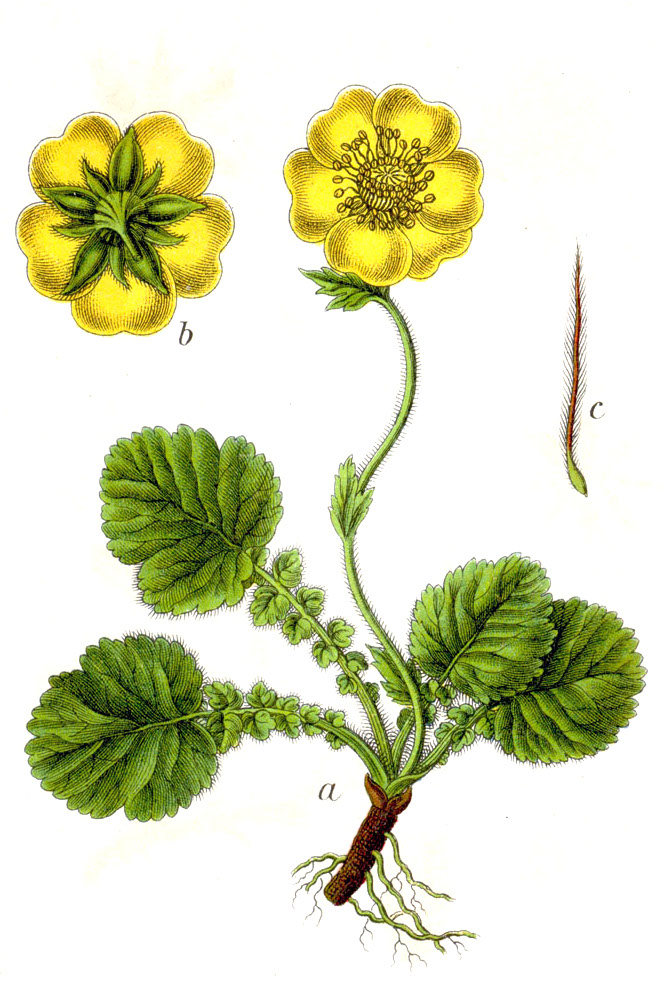
Illustration aus Jacob Sturm: Flora von Deutschland in Abbildungen nach der Natur (dort Geum montanum L. Berg-Benediktenkraut genannt)

### Vegetative Merkmale
Die Berg-Nelkenwurz wächst als ausdauernde krautige Pflanze, die zur Blütezeit eine Wuchshöhe von 5 bis 10 Zentimetern und zur Fruchtzeit eine Wuchshöhe von bis etwa 30, selten bis zu 40 Zentimetern erreicht. Im Gegensatz zur Kriechenden Nelkenwurz (Geum reptans) besitzt sie keine Ausläufer. Die Berg-Nelkenwurz bildet eine kräftige Pfahlwurzel.
Die gestielten Grundblätter sind unterbrochen leierförmig gefiedert. Das große, rundliche, oft fast nierenförmige, leicht gelappte, kerbig gezähnte Endblättchen ist bei einer Länge von 6 Zentimetern sowie einer Breite von 5 Zentimetern viel größer als die Seitenfiedern. Die seitlichen Fiedern nehmen vom Grund an bis zur Spitze an Größe zu. Die Nebenblätter der Grundblätter sind der Länge nach mit dem Blattstiele verbunden. Die Stängelblätter sind klein, ungeteilt oder dreispaltig.

### Generative Merkmale
Die Blütezeit reicht von Mai bis Juli, vereinzelt noch einmal im Herbst. Blühende Stängel entspringen einzeln oder zu mehreren in den Achseln der Grundblätter.  Ein dicht behaarter Stängel trägt meist eine (selten zwei) Blüten.
Die Blüten sind bei einem Durchmesser von 2 bis 4 Zentimetern radiärsymmetrisch. Die fünf Außenkelchblätter sind linealisch-lanzettlich und beiderseits behaart. Die fünf grünen Kelchblätter sind breit-linealisch. Die meist fünf, selten sechs bis acht goldgelben Kronblätter sind rundlich verkehrt-eiförmig, ohne deutlichen Nagel. Der Griffel ist nicht gegliedert und verbleibt bis zur Reife an der Frucht und ist dann lang fedrig behaart; er verlängert sich aber an der Frucht bis zu 3 Zentimetern.

### Chromosomensatz
Die vorherrschende Sippe der Berg-Nelkenwurz ist nach Krahulcová 1994 hexaploid mit einer Chromosomenzahl von 2n = 42; vereinzelt wird auch von tetraploiden Pflanzenexemplaren mit einer Chromosomenzahl von 2n = 28 berichtet.

## Ökologie
Bei der Berg-Nelkenwurz handelt es sich um einen mesomorphen Hemikryptophyten. Die Berg-Nelkenwurz überwintert mit grüner Blattrosette. Diese ist daher sehr niedrigen Temperaturen und bei der Schneeschmelze hohen Lichtintensitäten ausgesetzt. Manuel et al. 1999 untersuchten mit biophysikalischen Methoden die Mechanismen, die dies der Pflanze gestatten. Die Berg-Nelkenwurz besitzt eine Mykorrhiza.
Die Bestäubung erfolgt durch Insekten. Die Blüten sind proterandrisch und werden vornehmlich von Fliegen besucht. Neben zwittrigen Pflanzen finden sich auch solche mit nur Staubgefäßen.
Die Früchte sind durch die dichte Behaarung des nach der Anthese stark verlängerten, aber nicht hakenförmig gekrümmten Griffels typische „Federschweifflieger“ und damit an die starken Winde der Berge angepasst. Sie werden aber auch als Wasserhafter ausgebreitet.

### Wirtspflanze
1939 entdeckte Klimesch in den steirischen Bergen eine Zwergminiermotte, deren Raupen in den Blättern der Berg-Nelkenwurz Minengänge anlegen. Er nannte diese neue Art nach ihrem Wirt Stigmella geimontani. Sie ist bisher nur aus den steirischen Nordostalpen bekannt. In der Tatra wurden die Raupen von Stigmella pretiosa var. tatrensis auf den Blättern der Berg-Nelkenwurz gefunden.
Auf der Berg-Nelkenwurz leben zwei parasitische Pilze, Peronospora gei und Taphrina potentillae, die allerdings nicht auf diese Wirtspflanze beschränkt sind.

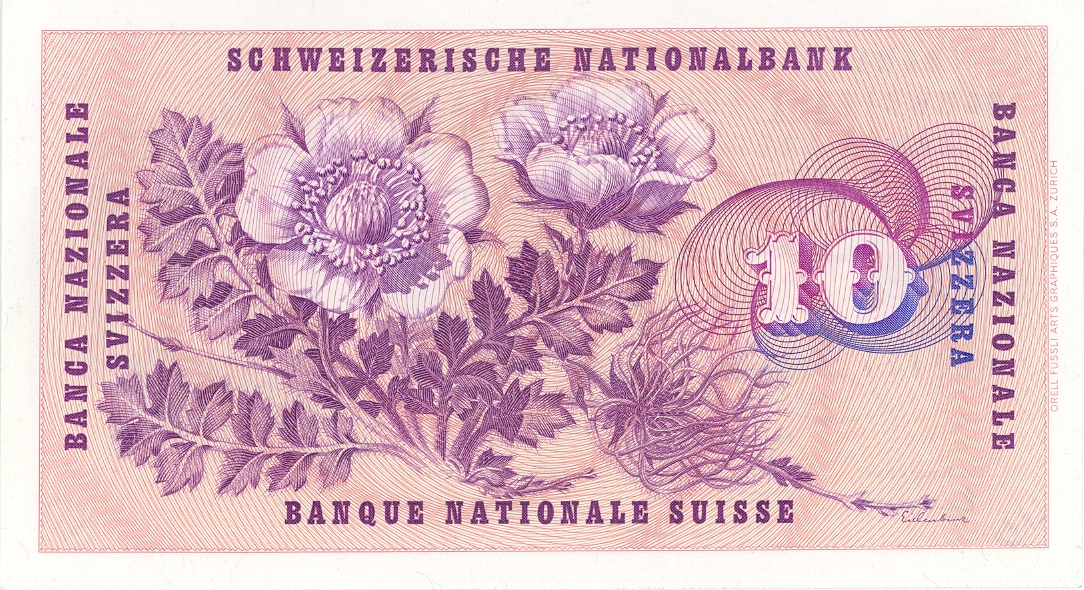
Abbildung auf einer Schweizer-Franken-Banknote (1956)

## Vorkommen
Die Berg-Nelkenwurz kommt in den europäischen Gebirgen von den Pyrenäen, französisches Zentralmassiv, südlicher Jura, Alpen, Riesengebirge, Karpaten bis zum Balkan, Apennin und Korsika vor.
Die Berg-Nelkenwurz gedeiht hauptsächlich in Höhenlagen von 1700 bis 2600 Metern. In den Alpen wächst sie nach Dörr und Lippert in Höhenlagen von 1500 bis 2500 Metern. Sie steigt im Tessin am Basodino bis in eine Höhenlage von 3120 Meter, bei Zermatt bis 3200 Meter und auf der Südseite des Monte Rosa bis 3500 Meter auf. Die tiefsten Fundorte in Mitteleuropa liegen im Puschlav bei 1170 Meter, in den Centovalli bei 700 Meter. In Österreich tritt sie in der subalpinen bis alpinen Höhenstufe häufig bis zerstreut auf. Bevorzugte Standorte sind Weiderasen, Zwergstrauchheiden und Hochstaudenfluren. Sie ist eine Verbandscharakterart des Nardion, kommt aber auch in Pflanzengesellschaften der Verbände Salicion herbaceae oder Caricion curvulae vor.
Die ökologischen Zeigerwerte nach Landolt et al. 2010 sind in der Schweiz: Feuchtezahl F = 3 (mäßig feucht), Lichtzahl L = 4 (hell), Reaktionszahl R = 2 (sauer), Temperaturzahl T = 1+ (unter-alpin, supra-subalpin und ober-subalpin), Nährstoffzahl N = 2 (nährstoffarm), Kontinentalitätszahl K = 3 (subozeanisch bis subkontinental).

## Taxonomie
Die Erstveröffentlichung von Geum montanum erfolgte 1753 durch Carl von Linné in Species Plantarum, Tomus I, Seite 501. Das Artepitheton montanum bedeutet „am Berg wachsend“. Synonyme für Geum montanum L. sind: Sieversia montana (L.) R.Br., Bernullia montana (L.) Raf., Caryophyllata montana (L.) Scop., Oreogeum montanum (L.) E.I.Golubk., Parageum montanum (L.) H.Hara, Bernullia acaulis (L.) Raf., Geum alpinum Mill. Der Gattungsname Sieversia ehrt den deutsch-russischen Apotheker und Botaniker Johann August Carl Sievers (1762–1795).

## Inhaltsstoffe, Verwendung als Gewürz- sowie Heilpflanze und Trivialnamen
Der „Wurzelstock“ enthält Eugenol (Nelkenöl) und Gerbstoffe. Die Droge wurde früher als Gewürznelkenersatz wie Echte Nelkenwurz (Geum urbanum) genutzt. Auch die Blätter enthalten Gerbstoffe, die früher offizinell verwendet wurden. In der Volksheilkunde wurde Berg-Nelkenwurz gegen Ruhr und Blutharnen verwendet, daher die Volksnamen Ruhrwurz und Trüebchrut. Nach den haarigen Fruchtschöpfen heißt sie auch Petersbart.

## Verwendung
Die Berg-Nelkenwurz wird als Zierpflanze beispielsweise für Wildpflanzengärten verwendet.